# Paradrina obsoleta
Paradrina obsoleta là một loài bướm đêm trong họ Noctuidae.